# テンチ (潜水艦)
|           | |
| 艦歴      | |
| 発注      | |
| 起工      | 1944年4月1日 |
| 進水      | 1944年7月7日 |
| 就役      | 1944年10月6日 1950年10月 |
| 退役      | 1947年1月 1970年5月8日 |
| 除籍      | 1973年8月15日 |
| その後    | 1976年9月16日にスクラップとしてペルーの業者に売却 |
| 性能諸元  | |
| 排水量    | 建造時 1,570トン（水上） 2,416トン（水中）GUPPY IA改装後 1,830 トン（水上） 2,440トン（水中）                                                                        |
| 全長      | 建造時 311 ft 8 in (95.00 m)（全長）GUPPY IA改装後 307 ft 7 in (93.75 m)（全長）                                                                                     |
| 全幅      | 27 ft 4 in (8.33 m) |
| 吃水      | 17 ft 0 in (5.18 m)（最大） |
| 機関      | フェアバンクス＝モース38D8-1/8型10気筒対向型ディーゼルエンジン 4基 ゼネラル・エレクトリック2,740馬力発電機2基                                                        |
| 最大速    | 建造時 水上：20.25 ノット (38 km/h) 水中：8.75 ノット (16 km/h)GUPPY IA改装後 水上：17.3 ノット (32.0 km/h)（最大） 水中：7.5 ノット (13.9 km/h)（シュノーケル使用） |
| 航続距離  | 建造時 11,000カイリ（10ノット時） （19 km/h 時に 20,000 km）GUPPY IA改装後 17,000カイリ（11ノット時） （20 km/h 時に 31,000 km）                                     |
| 巡航期間  | 建造時 潜航2ノット (3.7 km/h) 時48時間、哨戒活動75日間GUPPY IA改装後 潜航3ノット (6 km/h) 時36時間                                                                   |
| 試験深度: | 400 ft (120 m) |
| 乗員      | 建造時 士官10名、兵員71名GUPPY IA改装後 士官15名、兵員70名 |
| 兵装      | 建造時 5インチ砲1基、40ミリ機関砲1基、20ミリ機銃1基、50口径機銃1基 21インチ魚雷発射管10基GUPPY IA改装後 21インチ魚雷発射管10基                                       |

テンチ (USS Tench, SS-417) は、アメリカ海軍の潜水艦。テンチ級潜水艦のネームシップ。艦名はユーラシア大陸に生息するコイ科の淡水魚で水の外に出ても生きられる魚テンチに由来する。

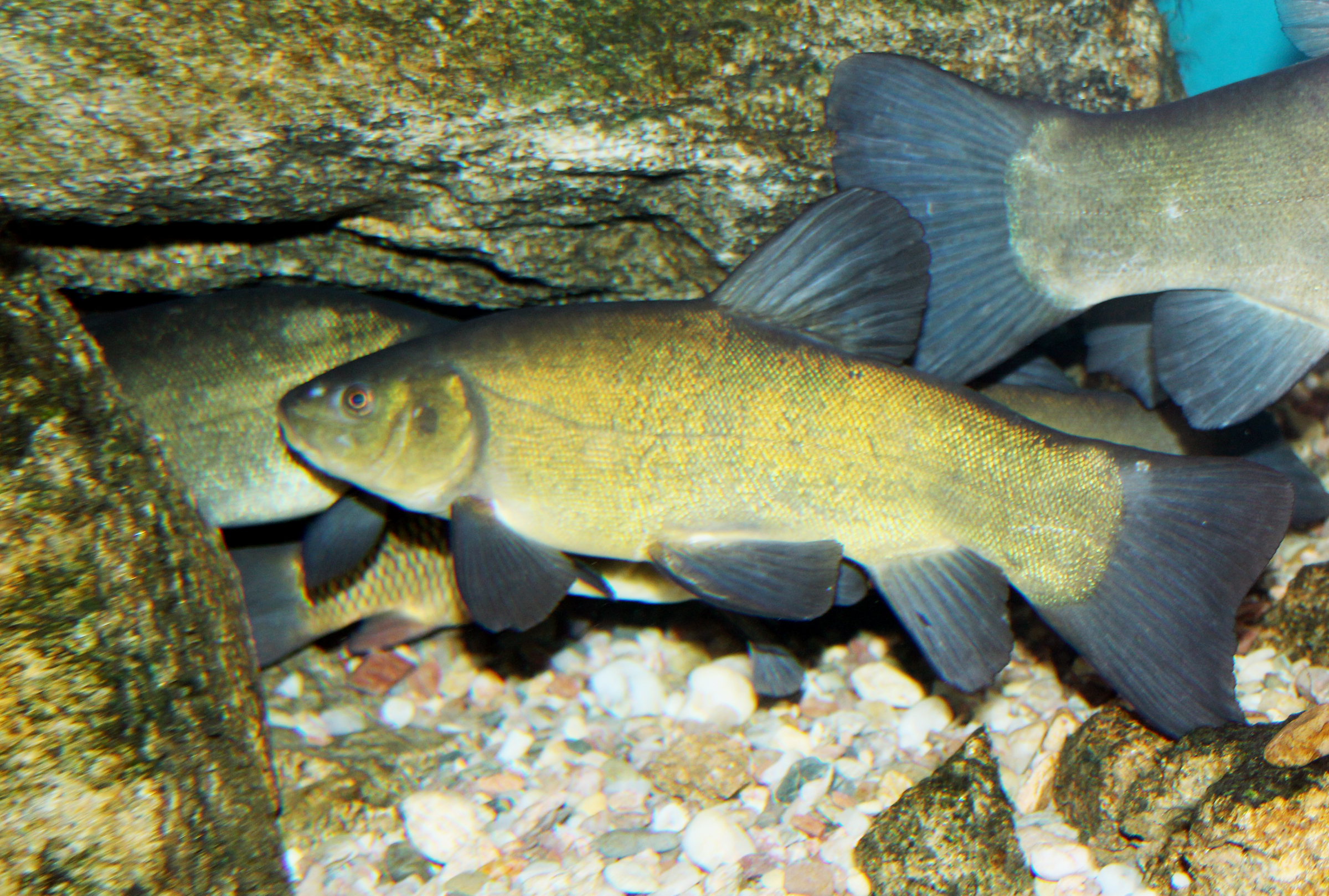
テンチ（Tench）

## 艦歴
テンチは1944年4月1日にメイン州キタリーのポーツマス海軍造船所社で起工された。7月7日、のちの大統領リンドン・ベインズ・ジョンソンの妻「レディ・バード」クラウディア・アルタ・ジョンソンによって進水、10月6日にウィリアム・B・シーグラッフ少佐（アナポリス1931年組）の指揮下就役する。ニューロンドン水域で訓練と調整を終えたのち、12月20日に太平洋に向けて出航した。途中、キーウェストおよびパナマ運河地帯で軽い訓練を行い、1945年1月下旬に真珠湾に到着。真珠湾近海でも訓練を実施した。

### 第1の哨戒 1945年2月 - 4月
2月7日、テンチは最初の哨戒でバラオ (USS Balao, SS-285) 、グルーパー (USS Grouper, SS-214) およびシーデビル (USS Sea Devil, SS-400) とウルフパックを構成し、東シナ海および黄海方面に向かった。この頃には硫黄島の戦いが始まっていた。途中の2月18日、サイパン島タナパグ湾に寄港。補給と訓練、太平洋艦隊潜水部隊司令官チャールズ・A・ロックウッド中将（アナポリス1912年組）と首席参謀リチャード・G・ヴォージ大佐（アナポリス1925年組）の巡視を経て2月27日に出航する。各艦定められた海域に向かっていき、通常哨戒に加え気象通報、写真偵察、救助配備任務を遂行することとなった。テンチは屋久島の南を通過して九州寄りの東シナ海に入り、3月18日に第5艦隊（レイモンド・スプルーアンス大将）の艦載機が日本を空襲した際には長崎近海で救助配備任務に就き、正午前に阿久根近海に友軍機が不時着水したので現場に急行して目印のマーカーを発見し、F6F ヘルキャット援護の下で救助活動を行った。テンチは3月の末まで魚雷を使うような獲物には恵まれなかったが、3月22日には北緯32度11分 東経128度16分 / 北緯32.183度 東経128.267度の地点で捕鯨船改装の武装タグボートに対して魚雷を3本発射したが、命中しなかった。3月25日には浮遊機雷1個を始末し、同じ3月28日に北緯34度44分 東経122度46分 / 北緯34.733度 東経122.767度の地点で小型の100トン級と150トン級のトロール船を5インチ砲と40ミリ機関砲、20ミリ機銃で撃ち沈めて最初の獲物とした。4月3日、テンチは日本機を発見して潜航。浮上後、レーダーにより大小の目標を探知した。目標は商船と護衛艦と判断され、闇夜と霧のため浮上攻撃に決した。テンチは北緯31度50分 東経124度06分 / 北緯31.833度 東経124.100度の地点で4,000トン級輸送船と目された目標に向けて魚雷を6本発射し、命中により目標は爆発したと報告した。しかし、戦後の調査ではこれを裏付ける証拠は見出せなかった。この頃には硫黄島の戦いは終わりつつあり、代わって沖縄戦が間近に迫っていた。アメリカ海軍は、日本の残存する水上戦力が反撃のため出撃してくるだろうと予想した。そこで、予想進路上に潜水艦を配置してピケットラインを構成し、反撃の動きを察知しようとした。4月6日、予想通り戦艦大和以下の第二艦隊（伊藤整一中将）が出撃してきたが、当時テンチは九州西方、男女群島近海に配置されており、豊後水道で大和を発見したスレッドフィン (USS Threadfin, SS-410) とは違って何も見なかった。翌4月7日、大和撃沈によりピケットラインは解散し、テンチ、スレッドフィンなどの参加各艦は再び個別活動に戻った。4月8日、テンチは空母エセックス (USS Essex, CV-9) のパイロットと無線士を救助した。4月13日、テンチは55日間の行動を終えてグアムアプラ港に帰投。艦長がトーマス・S・バスケット中佐（アナポリス1935年組）に代わった。

### 第2の哨戒 1945年5月 - 6月
5月12日、テンチは2回目の哨戒で日本近海に向かった。本州と北海道間の津軽海峡東口近海を中心に哨戒し、千島列島と日本本土間の交通線を見張った。5月25日、テンチは霧の中を航行中に敵と接触したが、即座に潜航してこれをかわした。2日後の5月27日、テンチは北緯42度54分05秒 東経144度18分00秒 / 北緯42.90139度 東経144.30000度の釧路南方海域で50トン級小型モーターとローラーを発見し、砲撃で撃沈。5月30日には北緯41度51分02秒 東経141度09分08秒 / 北緯41.85056度 東経141.15222度の地点で「千鳥型水雷艇」に護衛された2隻の輸送船を発見し、小型輸送船に対して魚雷を3本発射したが成果なく、爆雷攻撃が収まるまで沈黙せざるを得なかった。夕方になって浮上すると、別の艦型不詳の海上トラックを発見したため、北緯41度19分03秒 東経141度35分05秒 / 北緯41.31750度 東経141.58472度の地点で5インチ砲などにより砲撃で仕留めた。6月1日、テンチは朝に哨戒艇の制圧を受けて避退し、夕方になって尻屋崎南東海域で沿岸に沿って航行中の輸送船三上山丸（三井船舶、861トン）を発見。テンチは三上山丸に900メートルまで接近しながら追跡し、翌6月2日朝7時に北緯41度22分08秒 東経141度28分05秒 / 北緯41.36889度 東経141.46806度の地点で浮上攻撃を仕掛け、三上山丸に対して魚雷を艦首発射管から3本、艦尾発射管から1本発射し、うち1本を命中させて三上山丸を撃沈した。2日後の6月4日夜、テンチは北緯40度54分04秒 東経141度29分07秒 / 北緯40.90111度 東経141.48528度の宮古沖で輸送船竜神丸（藤山海運、517トン）を発見し、魚雷を4本発射して竜神丸の中央部に魚雷1本を命中させて撃沈。6月6日には北緯42度31分02秒 東経143度36分01秒 / 北緯42.51722度 東経143.60028度の地点で未確認の輸送船を発見して魚雷を3本発射したが命中せず、6月7日には北緯42度35分 東経143度59分 / 北緯42.583度 東経143.983度の地点で特設監視艇繁進丸（梶原景気義、92トン）を発見して浮上砲戦で撃沈し、6月9日には北緯41度52分05秒 東経141度08分00秒 / 北緯41.86806度 東経141.13333度の地点で輸送船神鹿丸（栗林商船、2,857トン）を発見し、魚雷を3本発射して2本を命中させて撃沈。テンチが撃沈した船舶中最大の戦果であった。神鹿丸撃沈後に反撃を受けたが、長い時間をかけてこれを回避した。翌6月10日、テンチは北緯41度20分06秒 東経141度29分07秒 / 北緯41.33500度 東経141.48528度の尻屋崎近海で護衛艦を配したタンカー第六昌栄丸（共栄タンカー、834トン）を発見、魚雷を2本発射して1本を命中させて撃沈。日本側は手持ちの兵力をつぎ込んでテンチを追いかけたものの、テンチに近づくことさえなかった。6月11日、テンチは北緯40度53分05秒 東経141度27分07秒 / 北緯40.88472度 東経141.45194度の地点で駆逐艦と思われる目標に対して水上攻撃を仕掛け、魚雷を4本発射した。しかし、発射した魚雷のうちの1本が旋回してテンチに向かってきたため回避行動を続け、魚雷はテンチの艦尾をかすめ去った。翌日6月12日には、北緯39度17分 東経144度07分 / 北緯39.283度 東経144.117度の地点で2隻の60トン級トロール船を浮上砲戦で撃沈し、捕虜を得た。6月17日、テンチは37日間の行動を終えてミッドウェー島に帰投。テンチは8隻15,700トンの戦果を申請し、4隻5,000トンの戦果が認定された。テンチはミッドウェー島で整備後、タナパグ湾に回航された。

### 第3の哨戒 1945年7月 - 9月
7月23日、テンチは3回目の哨戒で日本近海に向かった。7月26日には第38任務部隊（ジョン・S・マケイン・シニア中将）と会合。7月29日に東シナ海に入り、翌7月30日には北緯34度57分00秒 東経124度59分04秒 / 北緯34.95000度 東経124.98444度の地点でモーターラガー "Sakiyoshi Maru" を発見し、40ミリ機関砲で穴だらけにした。テンチの乗組員がラガーに乗り込み、9名の韓国人乗組員を確保した。8月2日から4日にかけては台風に見舞われたが乗り切った。8月6日、テンチは北緯36度06分07秒 東経125度59分03秒 / 北緯36.10194度 東経125.98417度の地点で韓国人乗組員を小船に乗せて解放した後、朝鮮半島西岸部の小島である於青島に対して5インチ砲による艦砲射撃を行い、4隻の100トン級スクーナーを大きく破壊した他、5隻の小船や陸上の建築物に打撃を与えた。攻撃後、テンチは渤海方面に移動。遼東半島と山東半島の間の海域で哨戒を続けた。8月9日、テンチは北緯38度48分00秒 東経121度01分05秒 / 北緯38.80000度 東経121.01806度の地点で2隻の300トン級および400トン級はしけを曳航する300トン級タグボートを発見し、霧で見え難いため浮上して撃沈しようと魚雷を2本、1本、2本と発射して複数の命中を確認し、すべての目標を撃沈と判定した。しかしこの時、2機の一式陸攻がテンチを発見していた。一式陸攻はテンチの左舷横450メートルに爆弾を投下し、この反撃によりテンチは更なる攻撃を諦めざるを得なかった。8月15日、日本は降伏した。テンチは8月28日まで哨戒海域に留まり、続いてグアムに向かった。9月2日、テンチは49日間の行動を終えてアプラ港に帰投した。

### 戦後
テンチはアプラ港に停泊した後本国への帰還の途に就く。真珠湾とパナマ運河地帯のバルボアを経由し、テンチは1945年10月6日にコネチカット州ニューロンドンに到着した。1946年3月、ニューロンドンで予備役となる。ほぼ4年間保管された後、テンチはモスボール状態を解かれ、 GUPPY 改修が行われた。続く3か月間の広範囲改修で、テンチは水中での行動能力が改善された。1950年1月、テンチはバージニア州ノーフォークで艦長フレデリック・N・ラッセル中佐の指揮下再就役した。
テンチの2度目の現役任務は20年以上続いた。その大半は東海岸での定時の訓練任務に費やされた。当初は第6潜水戦隊の1隻としてノーフォーク沖で活動し、1952年1月に最初の地中海配備に就く。3か月の任務を終えて帰還すると、東海岸およびカリブ海での任務を再開した。1955年の夏にはニューロンドンに母港が変更され、第2潜水戦隊での任務に就いた。定期的な艦隊演習の間に、テンチはニューロンドンの潜水学校で訓練艦としての任務にも従事した。この任務は1961年10月まで続き、その後2度目の地中海配備で第6艦隊と共に活動する。任務を終え1962年初めに帰還すると、潜水学校での任務を再開した。その任務は一連の対潜水艦戦訓練で様々な航空機部隊および水上艦部隊の支援によって延長された。1966年4月初めにテンチは再び第6艦隊との任務に割り当てられ、4ヶ月間の地中海配備に就く。これはテンチにとって3度目であり最後の地中海配備となった。配備完了後はニューロンドンを拠点としての任務を再開し、退役までのその任務を継続した。
1968年の夏から秋にかけて、テンチは東大西洋で行われたNATO軍の演習「シルバータワー作戦」に参加した。この演習中、テンチはイギリス、ドイツ、ポルトガルの様々な港を訪問した。テンチは11月4日にニューロンドンに帰還し、その経歴の残りの任務を始めた。退役間際の1969年10月1日に AGSS-417 （実験潜水艦）に艦種変更され、同月末にペンシルベニア州フィラデルフィアで予備役となる。1970年5月8日にテンチは退役し、1973年までフィラデルフィアに係留された。テンチは1973年8月15日に除籍され、その後スクラップとして廃棄された。
テンチは第二次世界大戦の戦功、硫黄島の戦いと沖縄戦および第3艦隊への作戦協力で3個の従軍星章を受章した。